# Sören Reddemann
Sören-Kurt Reddemann (* 16. Mai 1996 in Zwenkau) ist ein deutscher Fußballspieler.

## Karriere
Nach seinen Anfängen in der Jugend vom FC Sachsen Leipzig und 1. FC Lokomotive Leipzig wechselte er im Sommer 2010 in die Jugendabteilung von RB Leipzig. Dort wurde er zur Saison 2015/16 in den Kader der zweiten Mannschaft aufgenommen.
Nachdem die Mannschaft zum Ende der Saison 2016/17 aufgelöst worden war, wechselte Reddemann im Sommer 2017 zum SV Wehen Wiesbaden. Dort kam er auch zu seinem ersten Einsatz im Profibereich in der 3. Liga, als er am 22. Juli 2017, dem 1. Spieltag, beim 1:0-Heimsieg gegen den FC Carl Zeiss Jena in der Startformation stand und dabei den Siegtreffer erzielte. Auch in seiner zweiten Saison beim SV Wehen Wiesbaden, in der er mit dem Verein in die 2. Bundesliga aufstieg, erzielte er beim 2:1-Sieg beim VfR Aalen den ersten Saisontreffer seines Teams.
Zur Saison 2019/20 wechselte Reddemann zum Drittligaaufsteiger Chemnitzer FC. Nach dem Abstieg der Chemnitzer blieb er der Liga erhalten und wechselte zum Halleschen FC.
Zur Saison 2023/24 wechselte Reddemann innerhalb der 3. Liga zum Aufsteiger VfB Lübeck, bei dem er einen Vertrag bis zum 30. Juni 2025 unterschrieb. Er absolvierte 32 Ligaspiele (26-mal von Beginn) und erzielte ein Tor. Der VfB stieg am Saisonende wieder in die Regionalliga Nord ab, woraufhin er den Verein mit seinem Vertragsende verließ.
Am 1. Juli 2024 unterschrieb Reddemann einen Zweijahresvertrag beim FC Carl Zeiss Jena.

## Erfolge
- Aufstieg in die 2. Bundesliga: 2019
- Sachsen-Anhalt-Pokal-Sieger: 2023